# Inagua
Inagua est l'un des 32 districts des Bahamas. Il regroupe les îles de Great Inagua et de Little Inagua et porte le numéro 16 sur la carte. La principale ville du district est Matthew Town, comptant un millier d'habitants.

## Histoire

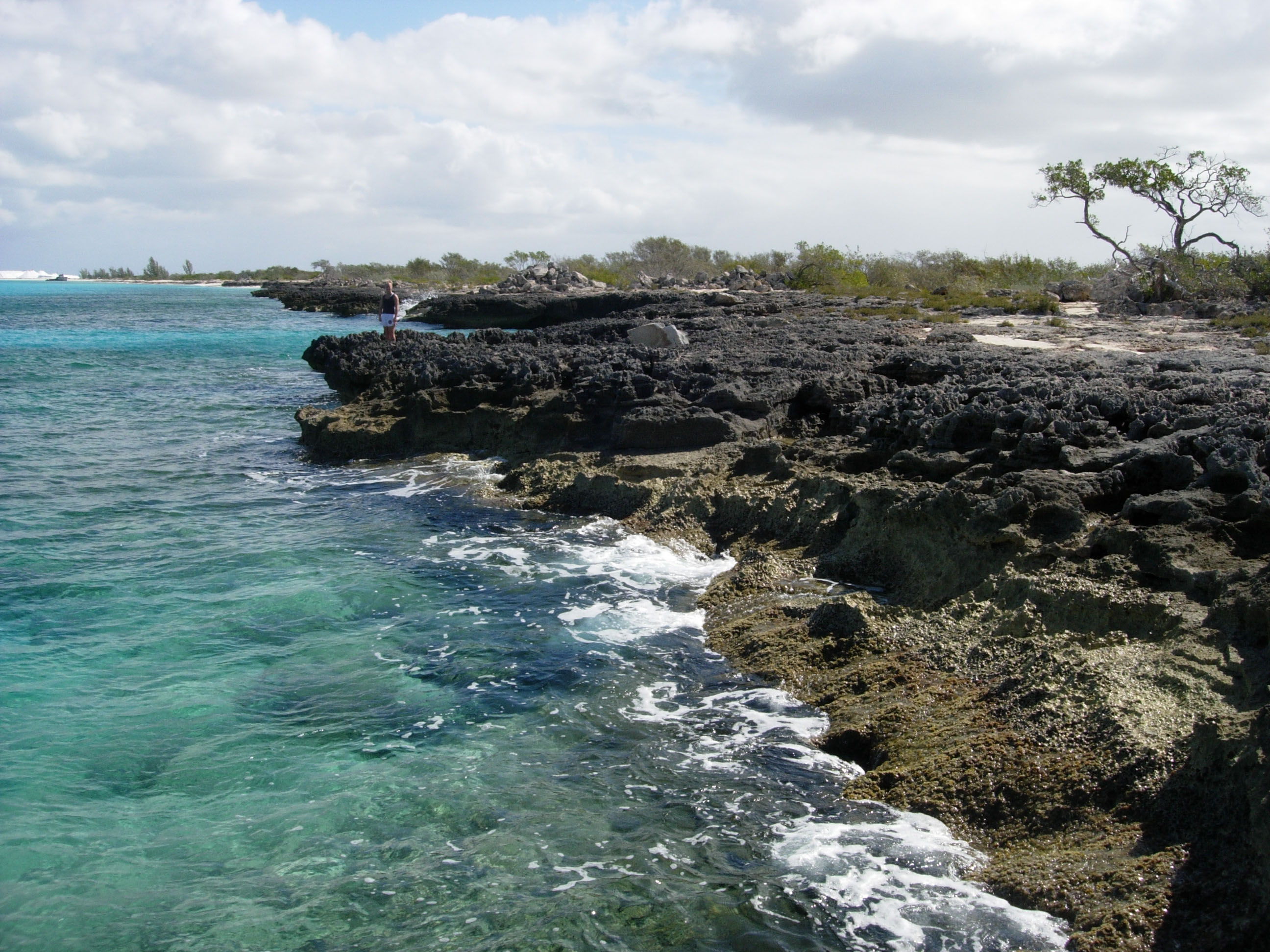

Le nom de Inagua proviendrait de la combinaison de mots espagnols ayant pour signification "rempli d'eau". Les premiers habitants de l'île étaient les Indiens Tainos, mais ils furent enlevés par les espagnols pour travailler comme esclaves à Hispaniola. Au XVIIIe siècle, Inagua est devenu une zone remplie de pirates, subissant aussi de nombreux naufrages sur les récifs jusqu'à ce qu'un phare soit construit en 1870. Des habitants des Îles Turques-et-Caïques, s'installèrent sur l'île et commencèrent à produire et vendre du sel. Du coton et du sisal ont aussi déjà été produit sur l'île, mais leur production a considérablement diminué au fil des ans.

## Économie
Depuis 1934, la « Morton Salt Company », une entreprise américaine profite de l'aridité de l'île pour y exploiter des marais salants. L'eau de mer, propulsée par un système de pompes, s'évapore en quatre à cinq mois sous l'action du soleil et du vent. De lourds camions travaillent ensuite à la récolte : un million de tonnes de sel par an, exporté en bateau vers les États-Unis. L'entreprise fait vivre la seule commune de l'île, sur la côte sud-ouest.